# Artsiz
Artsiz (en ucraïnès i en rus Арциз) és una ciutat de l'óblast d'Odessa, Ucraïna. El 2021 tenia 14.486 habitants.